# Turmblasen

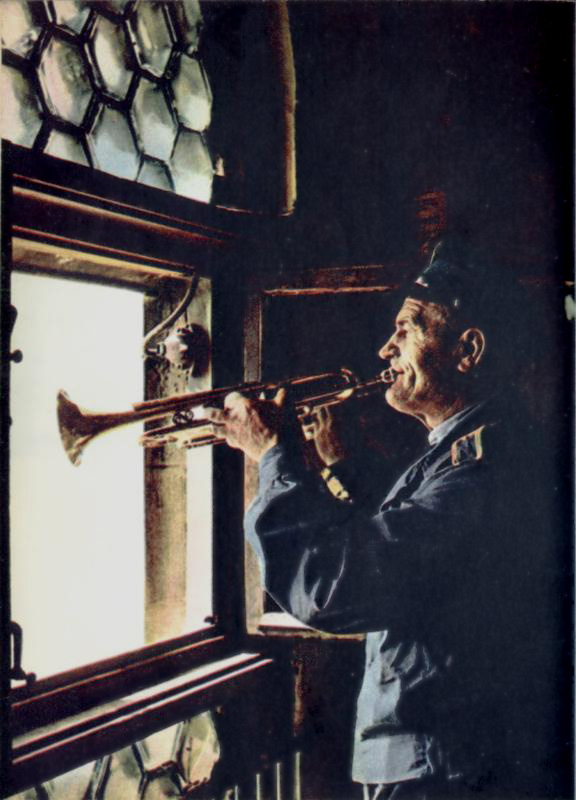
Turmbläser Marienkirche (Krakau) 1968

Turmblasen (auch Turmmusik) ist eine musikalische Aufführungsform, die ursprünglich zu den traditionellen Aufgaben eines Türmers oder Stadtpfeifers, später auch des Ratstrompeters gehörte. Neben bestimmten Hornsignalen hatte er regelmäßige musikalische Darbietungen als Solist oder im Ensemble vom Kirch- oder Rathausturm aus zu gestalten. Mit der Abschaffung des Türmerberufes etablierte sich das Turmblasen in vielen Ländern als kirchlicher Volksbrauch häufig von Laienmusikern insbesondere zu christlichen Feiertagen. Turmmusiken komponierten unter anderen Johannes Wannenmacher (Choralbicinien), Johann Hermann Schein, Gottfried Reiche, Johann Christoph Pezel (Hora decima musicorum Lipsiensium, 1670), Ludwig van Beethoven (3 Equale, 1812), Paul Hindemith (Morgenmusik, 1932) und Bertold Hummel (Turmmusik I-V, 1988). Walther Hensel, Ludwig Plaß und Wilhelm Ehmann haben viel für die Wiederbelebung dieses Brauches getan.

## Geschichte
Das Turmblasen entwickelte sich aus dem mittelalterlichen Abblasen („Stundenblasen“) des Türmers zunächst in Form von stündlichen Signalen, später dann Choräle. Im deutschsprachigen Raum erreichte die Turmmusik im 15. Jahrhundert insbesondere in den Handelsstädten Leipzig und Lübeck ihre Hochblüte und galt als städtisches Gegenstück der höfischen Trompeterzunft. Im 17. Jahrhundert gehörte die Turmmusik zu den populärsten Musikarten. Ab dem 19. Jahrhundert wurde diese Tradition von evangelischen Laienspielern in den Posaunenchören wiederbelebt, nachdem etwa 1853 der letzte Zunftbläser Herborns sein Amt niederlegte. Dennoch wurden vereinzelt noch Mitglieder der Stadtkapellen engagiert.
Teils regelmäßig an bestimmten Wochentagen, vielfach an bestimmten Festtagen, namentlich den Vorabenden der Adventsonntage, am Heiligen Abend vor der Christmette oder zum Jahreswechsel versammeln sich Bläserchöre bis heute auf dem Turm oder Erker einer Kirche und bringen meist Choräle zu Gehör. Aus praktischen oder akustischen Gründen wird in neuerer Zeit mitunter auch ein anderer Ort gewählt, der Name jedoch beibehalten.